# Marmarodeceia marmorata
Marmarodeceia marmorata är en tvåvingeart som först beskrevs av Malloch 1926.  Marmarodeceia marmorata ingår i släktet Marmarodeceia och familjen lövflugor.
Artens utbredningsområde är Costa Rica. Inga underarter finns listade i Catalogue of Life.